# Patinaj viteză pe pistă scurtă la Jocurile Olimpice de iarnă din 2022 – 1.000 m (feminin)
Proba de patinaj viteză pe pistă scurtă, 1.000 m feminin de la Jocurile Olimpice de iarnă din 2022 de la Beijing, China a avut loc pe 9 și 11 februarie 2022  la Capital Indoor Stadium.

## Program
Orele sunt orele Chinei (ora României + 6 ore).
| Dată         | Ora                                             | Rundă                                           |
| ------------ | ----------------------------------------------- | ----------------------------------------------- |
| 9 februarie  | 19:44-20:16                                     | Calificări                                      |
| 11 februarie | 19:00-19:16 19:55-20:03 20:37-20:43 20:43-20:49 | Sferturi de finală Semifinale Finala B Finala A |

## Calificări
C – calificare directă în sferturi de finală
c – calificare în sferturi de finală datorită unui timp mai bun
CA – calificare în faza următoare prin decizia arbitrilor
PEN – penalizare; eliminare prin decizia arbitrilor
| Loc | Serie | Nume                  | Țară                       | Timp      | Note  |
| --- | ----- | --------------------- | -------------------------- | --------- | ----- |
| 1   | 1     | Choi Min-jeong        | Coreea de Sud              | 1:28,053  | C     |
| 2   | 1     | Selma Poutsma         | Olanda                     | 1:28,115  | C     |
| 3   | 1     | Anna Vostrikova       | COR                        | 1:28,290  | c     |
| 4   | 1     | Kathryn Thomson       | Marea Britanie             | 1:30,037  |       |
| 1   | 2     | Suzanne Schulting     | Olanda                     | 1:27,292  | C, RO |
| 2   | 2     | Han Yutong            | China                      | 1:27,401  | C     |
| 3   | 2     | Corinne Stoddard      | Statele Unite ale Americii | 1:27,528  | c     |
| 4   | 2     | Shione Kaminaga       | Japonia                    | 1:28,465  |       |
| 1   | 3     | Qu Chunyu             | China                      | 1:30,342  | C     |
| 2   | 3     | Xandra Velzeboer      | Olanda                     | 1:30,454  | C     |
| 3   | 3     | Gwendoline Daudet     | Franța                     | 1:31,734  |       |
| 4   | 3     | Zsófia Kónya          | Ungaria                    | Fără timp |       |
| 1   | 4     | Arianna Fontana       | Italia                     | 1:30,066  | C     |
| 2   | 4     | Sumire Kikuchi        | Japonia                    | 1:30,154  | C     |
| 3   | 4     | Olga Tikhonova        | Kazahstan                  | 1:56,438  |       |
| 5   | 4     | Sofia Prosvirnova     | COR                        | 9         | PEN   |
| 1   | 5     | Maame Biney           | Statele Unite ale Americii | 1:27,859  | C     |
| 2   | 5     | Lee Yu-bin            | Coreea de Sud              | 1:27,862  | C     |
| 3   | 5     | Zhang Chutong         | China                      | 1:27,910  | c     |
| 4   | 5     | Kim Boutin            | Canada                     | No time   |       |
| 1   | 6     | Courtney Sarault      | Canada                     | 1:27,798  | C     |
| 2   | 6     | Hanne Desmet          | Belgia                     | 1:27,836  | C     |
| 3   | 6     | Kim A-lang            | Coreea de Sud              | 1:28,680  |       |
| 4   | 6     | Yuki Kikuchi          | Japonia                    | 1:28,764  |       |
| 1   | 7     | Natalia Maliszewska   | Polonia                    | 1:29,610  | C     |
| 2   | 7     | Ekaterina Efremenkova | COR                        | 1:29,734  | C     |
| 3   | 7     | Alyson Charles        | Canada                     | 1:29,863  | CA    |
| 5   | 7     | Tifany Huot-Marchand  | Franța                     | 9         | PEN   |
| 1   | 8     | Kristen Santos        | Statele Unite ale Americii | 1:28,237  | C     |
| 2   | 8     | Petra Jászapáti       | Ungaria                    | 1:28,392  | C     |
| 3   | 8     | Cynthia Mascitto      | Italia                     | 1:28,471  |       |
| 4   | 8     | Kamila Stormowska     | Polonia                    | 1:28,567  |       |

## Runda eliminatorie

### Sferturi de finală
| Loc | Serie | Nume                  | Țară                       | Timp     | Note  |
| --- | ----- | --------------------- | -------------------------- | -------- | ----- |
| 1   | 1     | Suzanne Schulting     | Olanda                     | 1:26,514 | C, RM |
| 2   | 1     | Xandra Velzeboer      | Olanda                     | 1:26,592 | C     |
| 3   | 1     | Corinne Stoddard      | Statele Unite ale Americii | 1:27,912 | c     |
| 4   | 1     | Qu Chunyu             | China                      | 1:28,355 |       |
| 5   | 1     | Han Yutong            | China                      | 1:31,638 |       |
| 1   | 2     | Lee Yu-bin            | Coreea de Sud              | 1:29,120 | C     |
| 2   | 2     | Maame Biney           | Statele Unite ale Americii | 1:29,225 | C     |
| 3   | 2     | Ekaterina Efremenkova | COR                        | 1:29,434 |       |
| 4   | 2     | Anna Vostrikova       | COR                        | 1:30,021 |       |
| 5   | 2     | Natalia Maliszewska   | Polonia                    | 1:48,908 |       |
| 1   | 3     | Arianna Fontana       | Italia                     | 1:29,324 | C     |
| 2   | 3     | Hanne Desmet          | Belgia                     | 1:29,388 | C     |
| 3   | 3     | Courtney Sarault      | Canada                     | 1:29,450 |       |
| 4   | 3     | Zhang Chutong         | China                      | 1:29,755 |       |
| 5   | 3     | Sumire Kikuchi        | Japonia                    | 1:37,170 |       |
| 1   | 4     | Kristen Santos        | Statele Unite ale Americii | 1:28,393 | C     |
| 2   | 4     | Choi Min-jeong        | Coreea de Sud              | 1:28,722 | C     |
| 3   | 4     | Petra Jászapáti       | Ungaria                    | 1:28,786 | c     |
| 4   | 4     | Selma Poutsma         | Olanda                     | 1:29,077 |       |
| 5   | 4     | Alyson Charles        | Canada                     | 1:30,161 |       |

### Semifinale
| Loc | Serie | Nume              | Țară                       | Timp     | Note |
| --- | ----- | ----------------- | -------------------------- | -------- | ---- |
| 1   | 1     | Suzanne Schulting | Olanda                     | 1:28,108 | CA   |
| 2   | 1     | Hanne Desmet      | Belgia                     | 1:28,166 | CA   |
| 3   | 1     | Lee Yu-bin        | Coreea de Sud              | 1:28,170 | CB   |
| 4   | 1     | Maame Biney       | Statele Unite ale Americii | 1:28,806 | CB   |
| 5   | 1     | Petra Jászapáti   | Ungaria                    | 1:28,827 | CB   |
| 1   | 2     | Kristen Santos    | Statele Unite ale Americii | 1:26,783 | CA   |
| 2   | 2     | Arianna Fontana   | Italia                     | 1:26,811 | CA   |
| 3   | 2     | Choi Min-jeong    | Coreea de Sud              | 1:26,850 | CA   |
| 4   | 2     | Corinne Stoddard  | Statele Unite ale Americii | 1:27,626 | CB   |
| 5   | 2     | Xandra Velzeboer  | Olanda                     | 1:27,777 | CB   |

### Finala B
| Loc | Nume             | Țară                       | Timp     | Note |
| --- | ---------------- | -------------------------- | -------- | ---- |
| 5   | Xandra Velzeboer | Olanda                     | 1:29,668 |      |
| 6   | Lee Yu-bin       | Coreea de Sud              | 1:29,739 |      |
| 7   | Corinne Stoddard | Statele Unite ale Americii | 1:29,845 |      |
| 8   | Petra Jászapáti  | Ungaria                    | 1:30,249 |      |
| 9   | Maame Biney      | Statele Unite ale Americii | 1:30,736 |      |

### Finala A
| Loc | Nume              | Țară                       | Timp     | Notes |
| --- | ----------------- | -------------------------- | -------- | ----- |
| 1   | Suzanne Schulting | Olanda                     | 1:28,391 |       |
| 2   | Choi Min-jeong    | Coreea de Sud              | 1:28,443 |       |
| 3   | Hanne Desmet      | Belgia                     | 1:28,928 |       |
| 4   | Kristen Santos    | Statele Unite ale Americii | 1:42,745 |       |
| 9   | Arianna Fontana   | Italia                     | 9        | PEN   |